# Anthony McAuliffe
Anthony Clement McAuliffe (Washington, 2 luglio 1898 – Chevy Chase, 11 agosto 1975) è stato un generale statunitense.

## Biografia
Durante la seconda guerra mondiale comandò la 101ª Divisione Aviotrasportata accerchiata dalle truppe tedesche durante l'offensiva delle Ardenne, resistendo vittoriosamente nonostante la inferiorità di mezzi e uomini. 
Popolarmente è noto per l'episodio in cui all'invito ad arrendersi rivoltogli dal generale Hasso von Manteuffel, comandante delle forze assedianti, rispose con l'esclamazione Nuts!, un gioco di parole che oltre ad avere assonanza con la negazione not è traducibile come "matto" o più volgarmente riferibile alle noci genitali come insulto, riportata dall'interprete come "andate al diavolo!".